# Svarttjärnet (Dalskogs socken, Dalsland)
Svarttjärnet är en sjö i Melleruds kommun i Dalsland och ingår i Göta älvs huvudavrinningsområde.